# 大内順子
大内 順子（おおうち じゅんこ、1934年5月4日 - 2014年10月30日 ）は、元モデル、ファッション評論家、ファッションジャーナリスト。本名、宮内順子。
後年のトレードマークはサングラスとボブヘア。身長は161-162cmあったという。
祖父に大内暢三。長女はファッションコラムニストの宮内彩。

## 略歴
衆議院議員大内暢三の孫、生物学者大内義郎の次女として1934年5月4日に中華民国上海市で生まれる。父が上海自然科学研究所に勤務していたため、幼少期は上海のフランス租界で育つ。
1944年12月、太平洋戦争および日中戦争激化のため母と姉と共に帰国。神戸、大阪や岡山県など疎開先を転々とし、岡山県金光町で終戦と父の帰国を迎えた。大地主だった大内家を農地改革から守るため福岡県八女郡白木村に移り住んだ後、父・義郎が愛知大学創設に関わるため家族で愛知県豊橋市に転居。豊橋市立豊城中学校から愛知県立豊橋東高等学校に進学。中学校は上海から数えて6回転校をし、豊橋市には中学の途中から高校卒業まで住む。父は愛知大学教授になる。
1953年4月、青山学院大学文学部英米文学科に入学。翌月、銀座で学生向けファッション特集のモデルを探していた画家宮内裕に見出される。在学中『婦人画報』などの雑誌やファッションショーのモデルとして活躍する。1955年3月、宮内と学生結婚する。大学の同級生に森村誠一。
また彼女のひときわ目立つ美貌と可憐で上品な顔立ちは、画家の中原淳一の描いた美少女のイメージそのままであり、中原お気に入りのモデルであった。彼の発行する雑誌『それいゆ』のグラビアに何度も登場し、モデル引退後は『それいゆ』のファッションコラムの執筆の仕事の依頼を受けた。
大学卒業後はモデルからファッション・ライターに転身して雑誌、新聞、ラジオ、テレビなど幅広い分野で活動し、日本におけるファッション・ジャーナリストの草分け的存在となる。20代半ばの1960年夏、交通事故で眼窩や頬骨に大怪我を負い右目の視力を失ってからは、人前に出る際は必ず顔の半分ほどもある大きなサングラスを着用するようになった。
世界各地でファッションコンクール審査委員を歴任し、パリ市、ミラノ市、NYファッショングループ、FEC等から多数の受賞歴がある。2001年に仏政府から芸術文化勲章オフィシエ章を受けた。
2014年10月30日、胆管がんのため神奈川県川崎市内の自宅にて死去。80歳没。

## 主なテレビ出演
- ファッション通信（1985年 - 2002年、テレビ東京系列局）
- ファッション通信（2002年 - 、BSジャパン）

## 主な著書
- 『FASHION・流れと人』1987年、朝日新聞社、ISBN 4022556153
- 『パリ・コレの最前列から―私が見つめたファッション、そして人生』1995年、婦人画報社、ISBN 4573210326
- 『20世紀日本のファッション―トップ68人の証言でつづる』1996年、源流社、ISBN 4773996021
- 『おしゃれのエッセンス』1996年、近代文芸社、宮内彩と共著、ISBN 4773354593
- 『旅コレクション―おしゃれのエッセンス2』1997年、近代文芸社、娘・宮内彩と共著、ISBN 4773362499
- 『憧れのブランド図鑑―絶対手に入れたいバッグ、靴、ジュエリー、時計のベスト&ロングセラー325』1998年、永岡書店、ISBN 4522215878
- 『パリ・コレクション1981‐2000』2001年、新潮社、ISBN 410445401X
- 『たたかわない生き方』2008年・イースト・プレス、ISBN 4872579372
- 『お洒落の旅人』2014年・世界文化社、ISBN 4418145117

## 受賞
- 2001年 - 第45回FEC（日本ファッションエディターズクラブ）功労賞受賞[20]